# Lacus Autumni

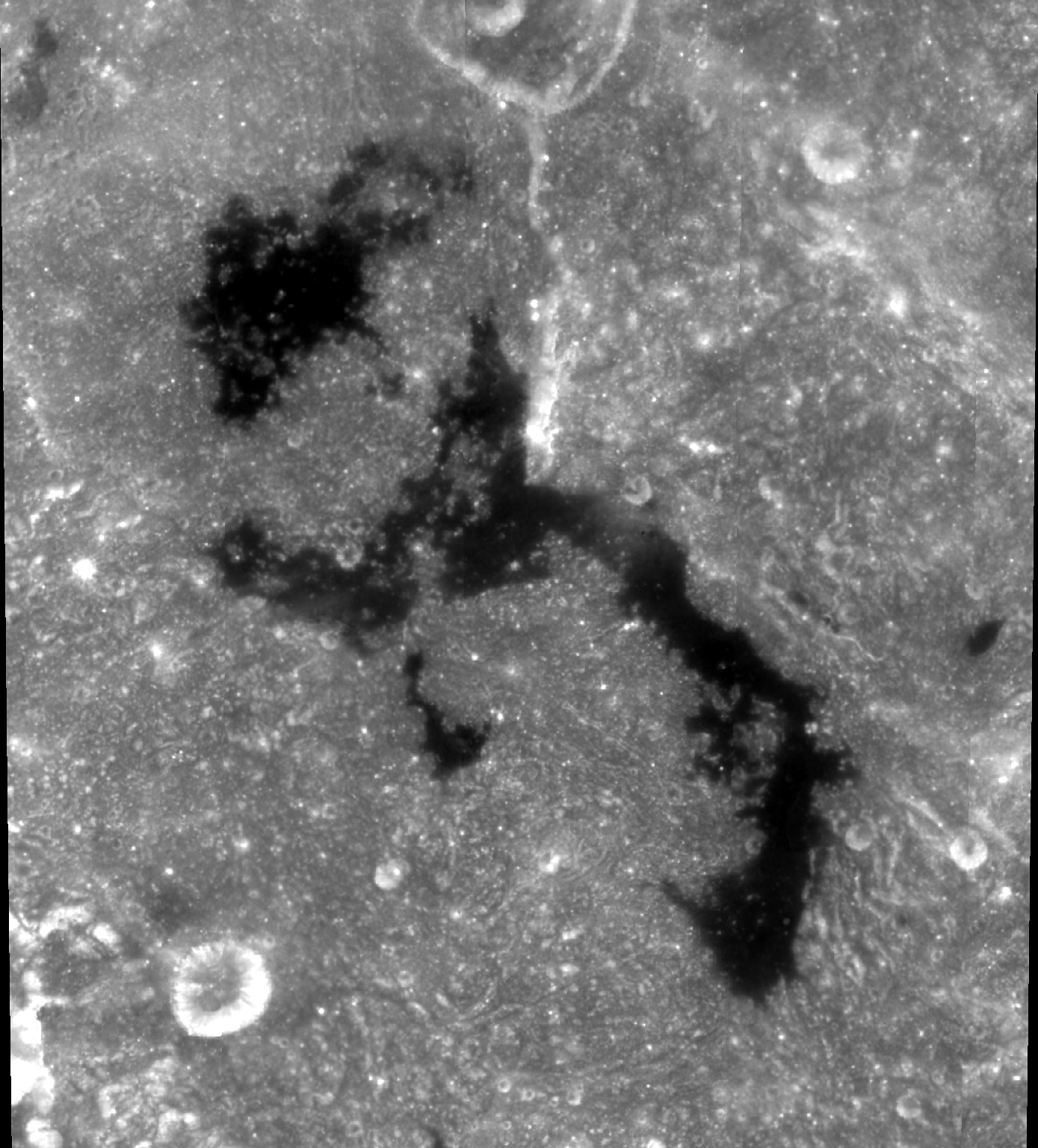
Lacus Autumni.

Lacus Autumni (česky Jezero podzimu nebo Jezero podzimní) je několik malých měsíčních moří poblíž západního okraje přivrácené strany Měsíce, které mají celkovou plochu cca 3 000 km², největší délka je 240 km. Střední selenografické souřadnice jsou 11,8° J a 83,2° Z. Pojmenovala jej Mezinárodní astronomická unie v roce 1970. Lacus Autumni leží při západní straně severní části dlouhého pohoří Montes Cordillera (Kordillery), směrem na jih se nachází Lacus Veris (Jezero jara) a pohoří Montes Rook.
Severně se nacházejí krátery Hartwig a Schlüter.